# Lance Stroll
Lance Strulovitch (n. 29 octombrie 1998, Montréal, provincia Québec, Canada), cunoscut mai bine sub numele de Lance Stroll, este un pilot de curse canadian ce concurează în Campionatul Mondial de Formula 1 pentru echipa Aston Martin. El a mai condus în trecut pentru Williams și Racing Point.
El a obținut primul său podium din carieră la Marele Premiu al Azerbaidjanului din 2017, devenind al doilea cel mai tânăr pilot care reușește acest lucru și cel mai tânăr care a făcut-o în timpul sezonului său de debut. La Marele Premiu al Turciei din 2020, Stroll a ocupat primul său pole position în Formula 1. Stroll a concurat și în curse de anduranță, participând la Cursa de 24 de ore de la Daytona în 2016 și 2018.

## Cariera în Formula 1

### Williams (2017-2018)

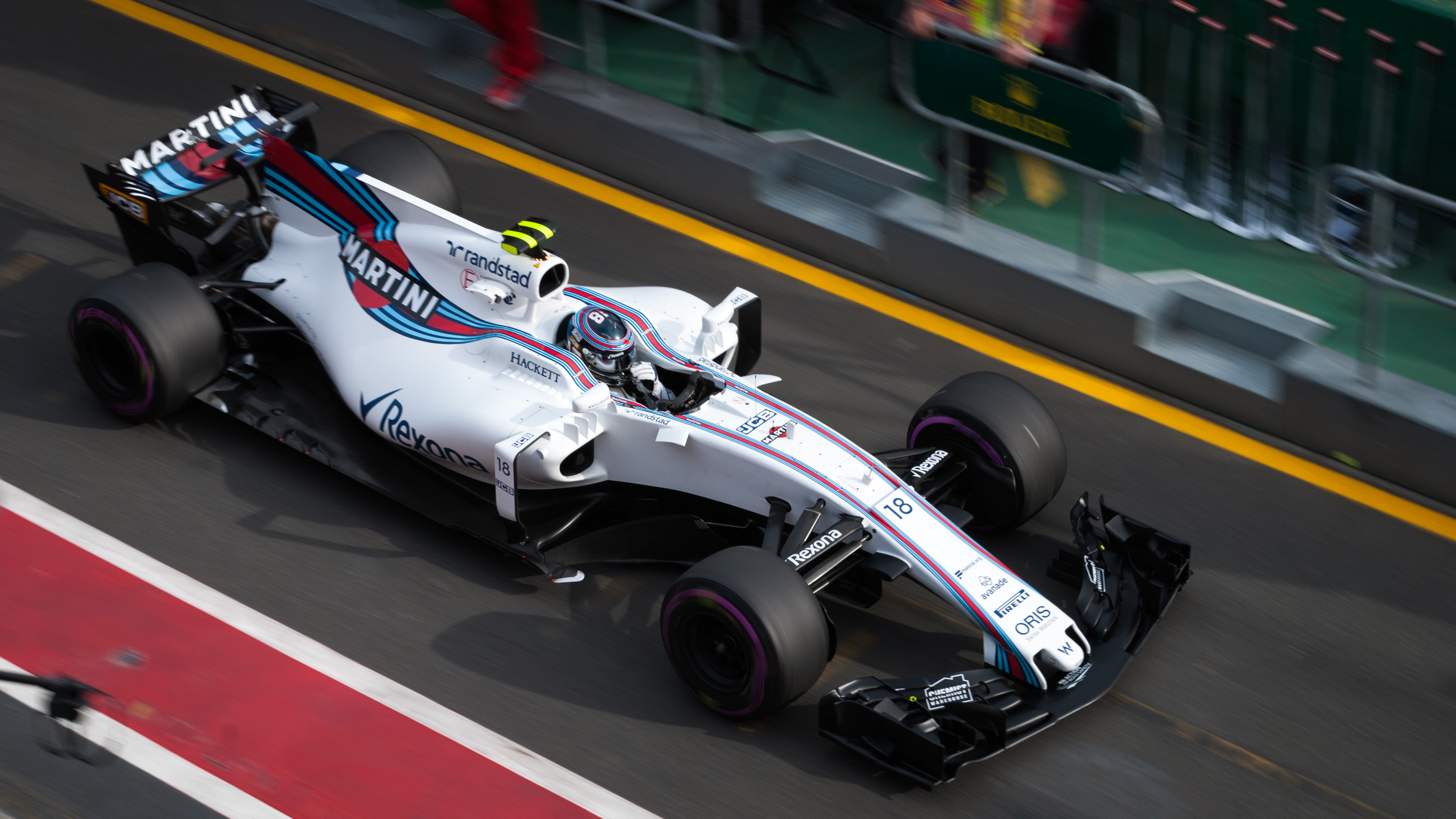
Stroll în prima sa cursă de Formula 1,.

Pe 3 noiembrie 2016, Williams Martini Racing a anunțat că Stroll va conduce pentru ei în sezonul de Formula 1 din 2017. El va deveni primul șofer canadian de Formula 1 de la campionul mondial din 1997, Jacques Villeneuve, care, întâmplător, și-a început cariera de tot la Williams. 2017 nu a fost un sezon rău pentru Williams. Echipa a terminat pe locul 4 în campionatul de constructori, iar Stroll a fost la doar 3 puncte în spatele fostului pilot Ferrari, Felipe Massa.
Sezonul 2018 a fost oribil pentru Stroll la Williams. Williams FW41 a fost cea mai lentă mașină de pe grilă și Lance a putut doar să înscrie 6 puncte și a ajuns pe locul 18 în campionatul la piloți.

### Racing Point (2019-2020)
La jumătatea sezonului 2018, tatăl lui Lance a cumpărat acțiunile Force India și a schimbat numele în Racing Point pentru 2019, cu fiul său ca al 2-lea pilot alături de Sergio Pérez. În primele 2 curse ale sezonului l-a întrecut pe foarte apreciatul său coechipier Sergio Pérez.

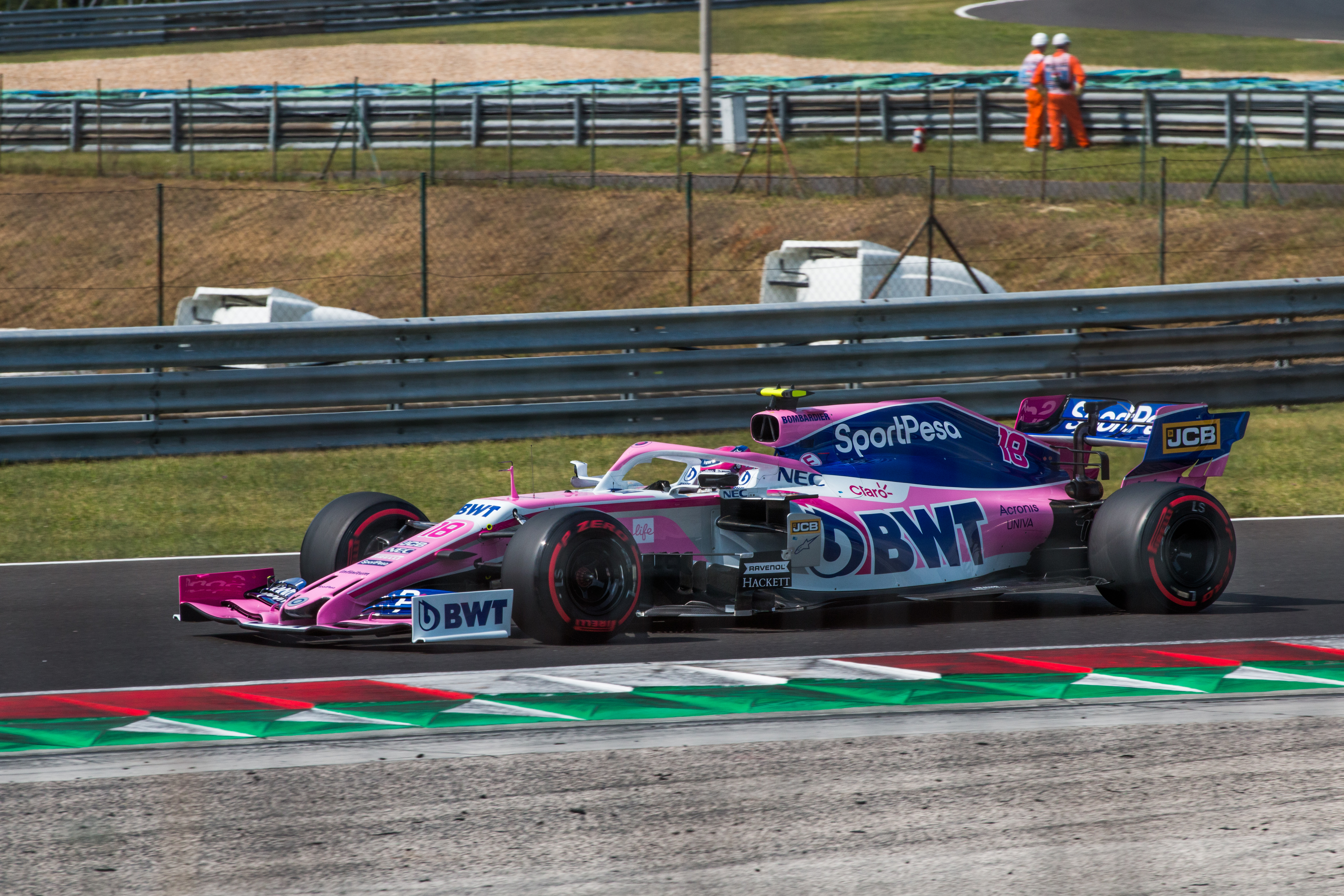
Stroll în.

Chiar dacă Pérez a fost dominant în calificări în prima jumătate a anului 2019, conducându-l pe Stroll 12-0, canadianul a fost mai bun duminică, marcând 18 puncte față de cele 13 ale mexicanului. Cel mai bun rezultat al său în prima jumătate a anului 2019 a avut loc în Germania, unde a condus cursa și în cele din urmă a terminat pe locul patru. În a doua jumătate, Stroll nu a putut concura împotriva coechipierului său cu experiență. Canadianul a marcat doar puncte în două din ultimele nouă curse (locul 10 la Spa și a nouă în Japonia). El a încheiat anul pe 15 în Campionatul Mondial cu doar 21 de puncte.
În timpul Marelui Premiu al Austriei din 2020, el s-a calificat pe locul 9, dar ulterior s-a retras din cursă în urma unor probleme cu motorul. Stroll a terminat pe locul 4 în Marele Premiu al Ungariei din 2020, după ce s-a calificat pe locul trei, iar la Marele Premiu al Italiei din 2020, și-a asigurat al doilea podium în Formula 1. După cursă, el a sugerat că dacă nu ar fi judecat greșit repornirea cursei după steagul roșu, el ar fi putut fi în poziția de a câștiga. Stroll a fost, de asemenea, într-o poziție puternică pentru a obține un alt podium la următorul Mare Premiu al Toscanei, dar s-a retras după ce o defecțiune a mașinii i-a provocat un accident.
Stroll a obținut primul pole position la Marele Premiu al Turciei după o sesiune de calificări pe ploaie. El a condus cursa pentru 32 din cele 58 de tururi, dar a raportat o degradare severă a anvelopelor și, în cele din urmă, a căzut pe locul nouă până la sfârșitul cursei. După cursă, Racing Point a găsit defecțiuni pe aripa din față a lui Stroll, pe care au numit-o drept cauza problemelor cu anvelopele sale. Stroll a obținut cel de-al doilea podium al sezonului din 2020, cu un loc trei în Marele Premiu al Sakhirului din 2020.

### Aston Martin (2021-prezent)
Stroll a continuat să conducă pentru echipa Racing Point și în 2021, ea redenumidu-se în Aston Martin. El l-a avut coechipier pe Sebastian Vettel în locul lui Pérez. Stroll s-a calificat și a terminat pe locul zece în cursa de deschidere a sezonului Marele Premiu al Bahrainului. Stroll a marcat un punct cu locul zece la Marele Premiu al Franței din 2021, după ce a început cursa de pe locul 19. El a provocat o coliziune în primul tur al Marelui Premiu al Ungariei, care s-a eliminat pe sine și pe Charles Leclerc din cursă și i-a cauzat lui Daniel Ricciardo pagube semnificative. Drept urmare, Stroll a primit o penalizare de cinci locuri pe grilă pentru următoarea cursă, Marele Premiu al Belgiei. El a terminat pe locul șapte la Marele Premiu al Italiei din 2021, cea mai bună clasare a sezonului de până acum. A suferit un accident în calificările pentru Marele Premiu de la Ciudad de México din 2021 și a terminat pe locul 14. Cel mai bun rezultat al sezonului a venit la Marele Premiu al Qatarului din 2021, cu un loc 6. Stroll a încheiat sezonul pe locul 13 în Campionatul Piloților, acumulând 34 de puncte față de cele 43 ale lui Vettel.

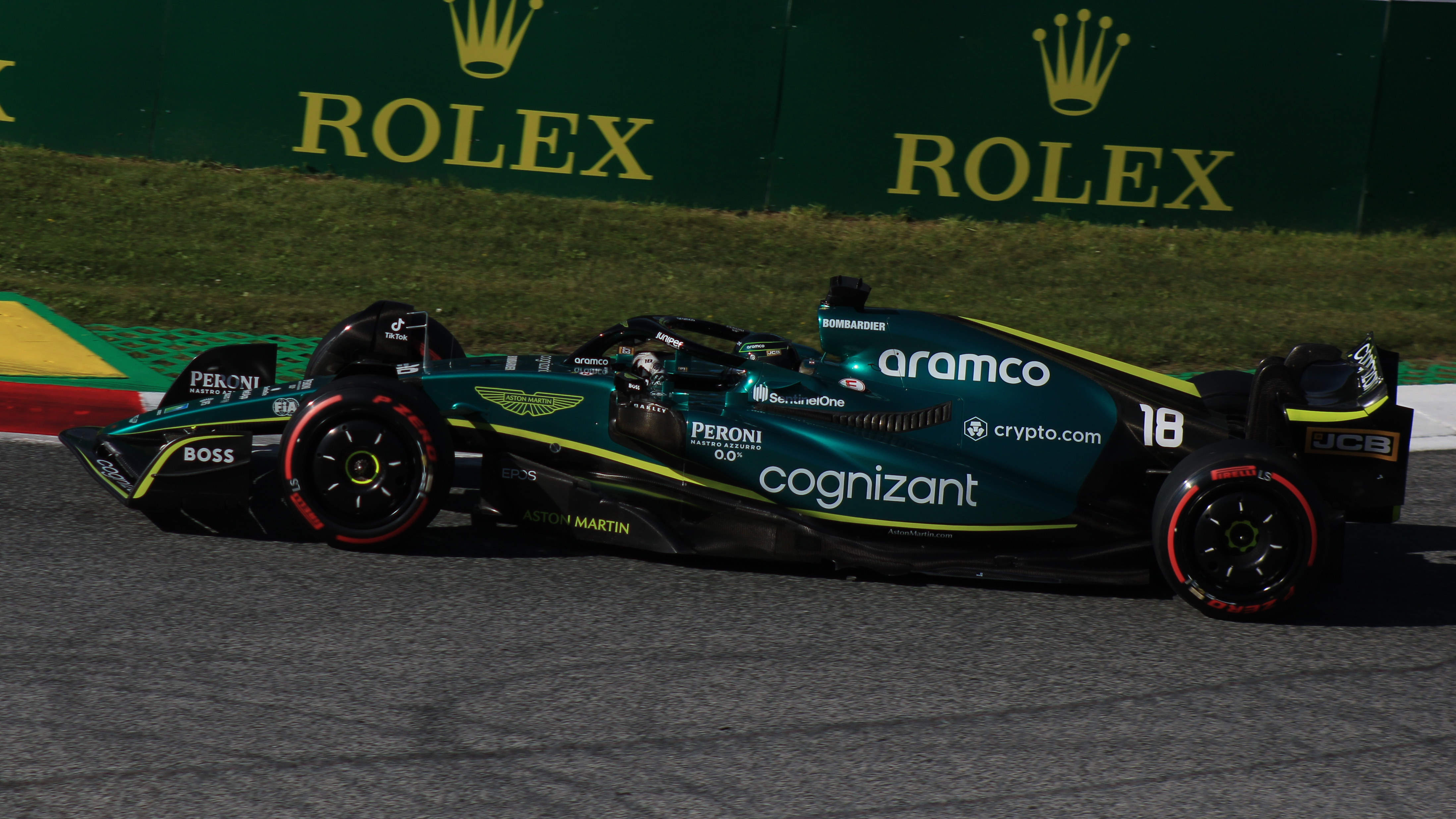
Stroll în.

Aston Martin i-a reținut pe Stroll și Vettel pentru sezonul 2022. Stroll a luat primele puncte ale anului cu locul 10 la Marele Premiu al Emiliei-Romagna din 2022, și a urmat cu un alt loc 10 la Miami, în ciuda unei coliziuni cu Kevin Magnussen. Mai multe clasări pe zece au venit la Marele Premiu al Canadei, Franței și al Țărilor de Jos. Cel mai bun rezultat al sezonului pentru Stroll a venit cu locul al șaselea la Marele Premiu al statului Singapore și a obținut cea mai bună poziție pe grilă de la Marele Premiu al Turciei din 2020 încoace la Marele Premiu al Statelor Unite, pornind de pe locul cinci. El a marcat mai multe puncte la Marele Premiu de la Abu Dhabi, pornind de pe locul 14 și terminând pe locul opt. Stroll a încheiat sezonul pe locul 15 în Campionatul Piloților cu 18 puncte față de 37 ale lui Vettel.
Stroll a rămas cu Aston Martin și pentru 2023, avându-l drept coechipier pe Fernando Alonso, care l-a înlocuit pe Vettel după ce acesta s-a retras la finalul sezonului anterior. Stroll a ratat toate cele trei zile de teste de presezon de pe Circuitul Internațional Bahrain, după ce a suferit un accident de ciclism. El a suferit mai multe răni în accident, inclusiv fracturi la ambele încheieturi și un deget rupt de la picior. O intervenție chirurgicală minoră a fost efectuată la încheietura mâinii drepte, cu șuruburi metalice introduse. El a fost înlocuit de pilotul de rezervă Felipe Drugovich pentru teste, dar a revenit pentru Marele Premiu al Bahrainului, cursa de deschidere a sezonului. S-a calificat pe locul opt și a terminat pe locul șase, în ciuda unei coliziuni în primul tur cu coechipierul Alonso. El a terminat pe locul patru la Marele Premiu al Australiei, dovedindu-se a fi cel mai bun rezultat al anului. Au urmat apoi rezultate inconstante pe tot parcursul sezonului, locul 5 consecutiv în São Paulo și Las Vegas fiind celelalte performanțe bune. Stroll a încheiat sezonul pe locul zece în Campionatul Piloților, cea mai bună clasare din cariera sa. El a marcat 74 de puncte față de cele 206 ale lui Alonso, aproape de trei ori mai puțin.

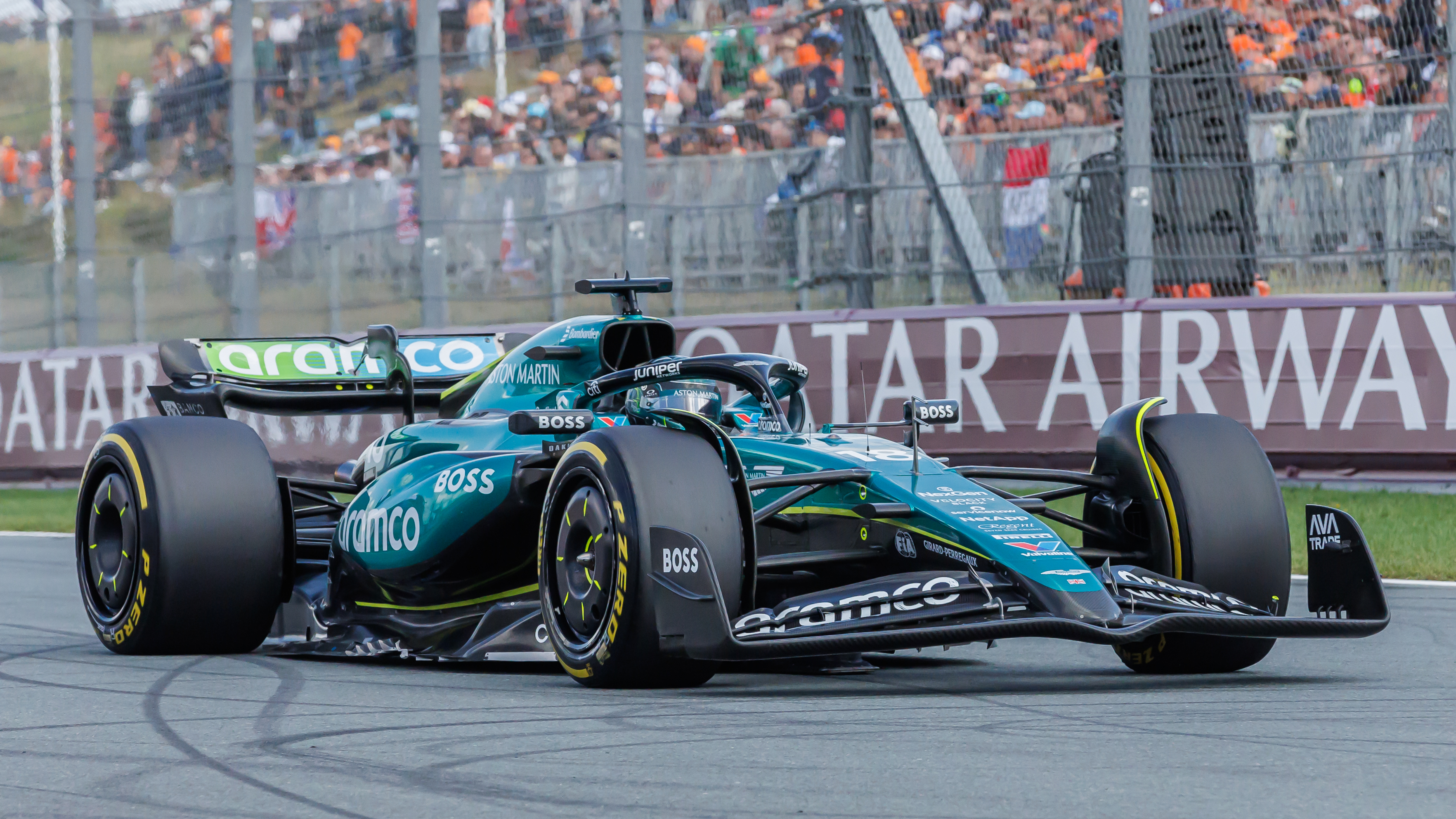
Stroll în.

Stroll a început sezonul 2024 cu o clasare pe locul 10 în Bahrain, dar a suferit un accident în Marele Premiu al Arabiei Saudite după ce a lovit parapetul în turul șapte. El și-a revenit în Australia, calificându-se al nouălea și terminând pe locul al șaselea. La sprintul Marelui Premiu al Chinei, Stroll a terminat pe locul 14 după ce s-a calificat pe locul 15 și s-a clasat pe locul 15 în cursa principală după o penalizare de 10 secunde pentru că s-a ciocnit de Daniel Ricciardo. Ricciardo a criticat vehement lipsa de atenție a lui Stroll în timpul incidentului. La Miami, Stroll s-a retras din sprint în turul 1 după un contact cu coechipierul său Alonso, care fusese prins într-o coliziune cu Lewis Hamilton. El a terminat pe locul 17 în cursa principală din cauza unei penalizări pentru părăsirea pistei și obținerea unui avantaj. Stroll s-a clasat pe locul nouă la Emilia-Romagna, obținând primele sale puncte de la cursa din Australia. Cu toate acestea, la Monaco, a suferit o pană după ce a lovit zidul de protecție și a terminat pe locul 14. Și-a revenit cu o clasare pe locul șapte la cursa de acasă din Canada și a acumulat alte puncte în Marea Britanie și Ungaria. Acestea vor fi ultimele sale clasări în puncte din sezon, pe care l-a încheiat pe locul 13 la general. O performanță mediocră notabilă a fost înregistrată în Brazilia, unde Stroll a suferit un accident în calificări, a pierdut controlul mașinii în turul de formare și a rămas blocat în pietriș în timp ce încerca să recupereze, încheind un sezon marcat de inconsecvență și erori.

## Statistici în Formula 1
| Sezon | Echipă                       | Puncte | Poz. |
| ----- | ---------------------------- | ------ | ---- |
| 2024  | Aston Martin Aramco-Mercedes | 24     | 13   |
| 2023  | Aston Martin Aramco-Mercedes | 74     | 10   |
| 2022  | Aston Martin Aramco-Mercedes | 18     | 15   |
| 2021  | Aston Martin-Mercedes        | 34     | 13   |
| 2020  | Racing Point-BWT Mercedes    | 75     | 11   |
| 2019  | Racing Point-BWT Mercedes    | 21     | 15   |
| 2018  | Williams-Mercedes            | 6      | 18   |
| 2017  | Williams-Mercedes            | 40     | 12   |

## Legături externe
- Lance Stroll sumarul carierei pe DriverDB.com